# Jason Waterhouse
Jason Waterhouse (Sídney, 8 de noviembre de 1991) es un deportista australiano que compite en vela en la clase Nacra 17. 
Participó en los Juegos Olímpicos de Río de Janeiro 2016, obteniendo una medalla de plata en la clase Nacra 17 (junto con Lisa Darmanin). Ganó cuatro medallas en el Campeonato Mundial de Nacra 17 entre los años 2014 y 2020.

## Palmarés internacional
| \| Juegos Olímpicos \| Juegos Olímpicos \| Juegos Olímpicos \| Juegos Olímpicos \| \| Año \| Lugar \| Medalla \| Clase \| \| ------------------ \| ------------------------ \| ----------------- \| ---------------- \| \| 2016 \| Río de Janeiro (Brasil) \| Medalla de plata \| Nacra 17 \| \| Campeonato Mundial \| \| \| \| \| Año \| Lugar \| Medalla \| Clase \| \| 2014 \| Santander (España) \| Medalla de bronce \| Nacra 17 \| \| 2015 \| Aarhus (Dinamarca) \| Medalla de plata \| Nacra 17 \| \| 2019 \| Auckland (Nueva Zelanda) \| Medalla de bronce \| Nacra 17 \| \| 2020 \| Geelong (Australia) \| Medalla de bronce \| Nacra 17 \| |                          |                   |          |
| Juegos Olímpicos |                          |                   |          |
| Año | Lugar                    | Medalla           | Clase    |
| 2016 | Río de Janeiro (Brasil)  | Medalla de plata  | Nacra 17 |
| Campeonato Mundial |                          |                   |          |
| Año | Lugar                    | Medalla           | Clase    |
| 2014 | Santander (España)       | Medalla de bronce | Nacra 17 |
| 2015 | Aarhus (Dinamarca)       | Medalla de plata  | Nacra 17 |
| 2019 | Auckland (Nueva Zelanda) | Medalla de bronce | Nacra 17 |
| 2020 | Geelong (Australia)      | Medalla de bronce | Nacra 17 |